# 鮑克西特 (阿肯色州)
鮑克西特（英語：Bauxite）是一個位於美國阿肯色州薩林縣的城鎮。

## 地理
鮑克西特的座標為34°33′20″N 92°31′17″W / 34.55556°N 92.52139°W，而該地的平均海拔高度為105米（即344英尺）。

## 人口
根據2020年美國人口普查的數據，鮑克西特的面積為8.10平方千米，當中陸地面積為7.88平方千米，而水域面積為0.22平方千米。當地共有人口629人，而人口密度為每平方千米77人。